# Kriegerdenkmal (Dourdan)

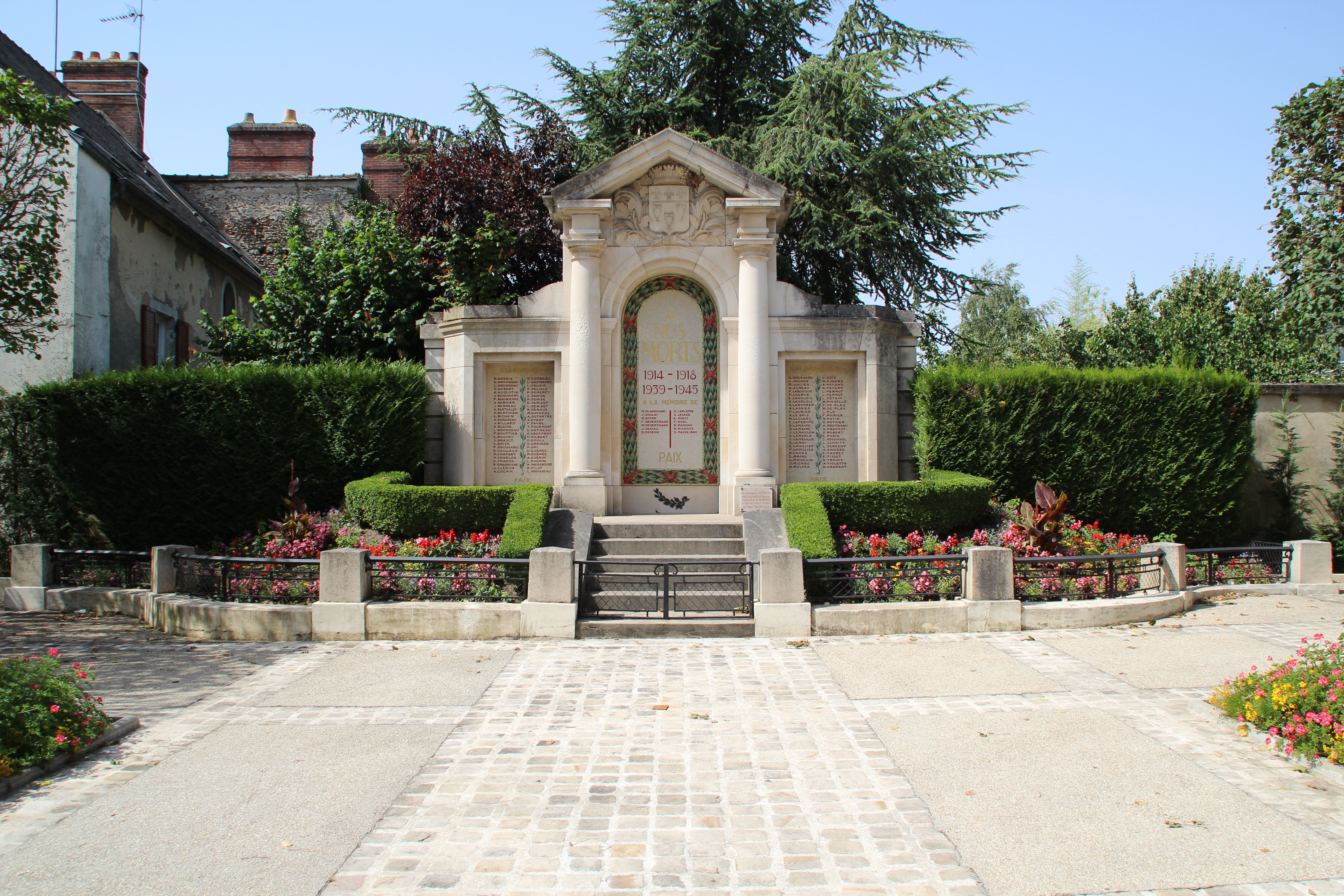
Kriegerdenkmal in Dourdan

Das Kriegerdenkmal in Dourdan, einer französischen Stadt im Département Essonne in der Region Île-de-France, wurde 1925 nach Plänen des Architekten Vernholes errichtet. Das Kriegerdenkmal in der Rue de Chartres erinnert an die Militärangehörigen aus Dourdan, die im Ersten und Zweiten Weltkrieg getötet wurden. 
In der Mitte des aufwändigen Denkmals aus Kalkstein stehen zwei hohe Säulen, die von einem Giebel bekrönt werden. Im Giebelfeld ist ein Relief des Stadtwappens zu sehen. Darunter sowie rechts und links stehen in Nischen die Namen der Gefallenen. Die Namenstafeln sind als Mosaike ausgeführt. Sie stammen aus der Werkstatt von Antoine Ebel in Paris. 
Das am 11. November 1925 eingeweihte Kriegerdenkmal ist in einer kleinen Grünanlage eingebettet, die von einem Eisengitter begrenzt wird.